# 14, rue de Galais
Pour les articles homonymes, voir Galais.
14, rue de Galais est un téléroman québécois en 125 épisodes de 30 minutes en noir et blanc, créé par André Giroux et diffusé entre le 23 février 1954 et le 4 avril 1957 à la Télévision de Radio-Canada.

## Synopsis
Cette série met en scène les histoires nombreuses d'une famille bourgeoise de Montréal : les Delisle.
Le père Henri est ingénieur civil, a un salaire confortable, une situation sociale élevée. C'est un brave homme un peu faible, marié à une femme extrêmement émotive. Ils ont trois enfants : Hélène, jeune fille sensible mais saine et équilibrée ; Paul, collégien sérieux et décidé à suivre les traces de son père, et Louis, étudiant à l'université, rusé et fourbe, prêt à tout, même à faire chanter son père, pour se procurer l'argent dont il a sans cesse besoin.
Vivant au sein de cette famille, Albert est devenu le prototype de l'oncle sympathique, intelligent et sachant toujours garder la tête froide au milieu des pires conflits.

## Fiche technique
- Scénario : André Giroux
- Réalisation : Jean Boisvert, Georges Delanoë et Denys Gagnon
- Société de production : Société Radio-Canada

## Distribution
- Paul Hébert : Henri Delisle
- Mimi D'Estée : Jeanne Delisle
- Isabelle Richard : Hélène Delisle
- Robert Gadouas : Louis Delisle
- Roland Longpré : Paul Delisle
- Maurice Gauvin : Albert
- Paul Alain : le père Étienne
- Thérèse Arbic : Monique Frénette
- Jacques Auger : Dr Turcotte
- Andrée Basilières : Mme Jeneau
- Jeanine Beaubien : Françoise Piché
- Guy Bélanger : Frère directeur
- Jacques Bilodeau : Simon
- Yvette Brind'Amour : Tania
- Denise Brosseau : Simone Turcotte
- Monique Champagne : secrétaire d'Henri
- Pierre Dagenais : Me Gravet
- Victor Désy : René Grosleau
- Marc Favreau : Robert Samson
- Janine Fluet : Lucie Brodeur
- Edgar Fruitier : M. Chamberlain
- Tania Fédor : Renée Manceau
- Bertrand Gagnon : Jules Picard
- Gabriel Gascon : Thomas Bédard
- Diane Giguère : Solange
- Antoinette Giroux : Mme Richard
- Jacques Godin : Lionel Ménard
- Georges Groulx : valet de chambre
- Andrée Lachapelle : Suzanne Mercier
- Guy L'Écuyer : Buandier
- Armand Leguet : M. Mercier
- Ginette Letondal : Michelle
- Ovila Légaré : Arthur Dion
- Jacques Létourneau : Fernand Michaud
- Jean-Pierre Masson : M. Jeneau
- Jean-Louis Paris : professeur
- Lucie Poitras : ménagère
- Christiane Ranger : Judith
- Claire Richard : inconnu
- Jean Saint-Denis : Christian
- Gisèle Schmidt : Margot Bédard
- Claude Sutton : concierge
- Marthe Thiéry : Mme Mercier
- Fanny Tremblay : Charlotte
- J.R. Tremblay : Juge
- Pierre Boucher
- Eugène Daignault

## Hommages
Les anciennes villes de Laval-des-Rapides et de Sainte-Foy ont toutes deux une rue de Galais, nommées d'après le téléroman. La Ville de Québec a conservé cette rue.